# Діксмонт (Мен)
Діксмонт (англ. Dixmont) — місто (англ. town) в США, в окрузі Пенобскот штату Мен. Населення — 1211 особа (2020).

## Демографія
Згідно з переписом 2010 року, у місті мешкала 1181 особа в 498 домогосподарствах у складі 354 родин. Було 557 помешкань
Расовий склад населення:
| - 98,6 % — білих - 0,6 % — корінних американців - 0,2 % — азіатів - 0,1 % — чорних або афроамериканців |

До двох чи більше рас належало 0,5 %. Частка іспаномовних становила 0,8 % від усіх жителів.
За віковим діапазоном населення розподілялося таким чином: 20,3 % — особи молодші 18 років, 65,8 % — особи у віці 18—64 років, 13,9 % — особи у віці 65 років та старші. Медіана віку мешканця становила 44,8 року. На 100 осіб жіночої статі у місті припадало 101,2 чоловіків;  на 100 жінок у віці від 18 років та старших — 101,5 чоловіків також старших 18 років.
Середній дохід на одне домашнє господарство  становив 58 915 доларів США (медіана — 51 797), а середній дохід на одну сім'ю — 68 589 доларів (медіана — 61 389). Медіана доходів становила 49 211 долар для чоловіків та 35 476 доларів для жінок. За межею бідності перебувало 10,4 % осіб, у тому числі 16,5 % дітей у віці до 18 років та 6,3 % осіб у віці 65 років та старших.
Цивільне працевлаштоване населення становило 634 особи. Основні галузі зайнятості: освіта, охорона здоров'я та соціальна допомога — 31,1 %, роздрібна торгівля — 13,9 %, будівництво — 9,9 %, публічна адміністрація — 7,3 %.